# Calvi Risorta
Calvi Risorta là một đô thị ở tỉnh Caserta trong vùng Campania của Ý, có vị trí cách khoảng 40 km về phía tây bắc của Napoli và khoảng 25 km về phía tây bắc của Caserta. Tại thời điểm ngày 31 tháng 12 năm 2004, đô thị này có dân số 5.904 người và diện tích là 15,9 km².
Calvi Risorta giáp các đô thị: Francolise, Giano Vetusto, Pignataro Maggiore, Rocchetta e Croce, Sparanise, Teano.